# Alos (Tarn)
Alos é uma comuna francesa na região administrativa de Occitânia, no departamento de Tarn. Estende-se por uma área de 6,32 km². Em 2010 a comuna tinha 96 habitantes (densidade: 15,2 hab./km²).